# Stor starrskål
Stor starrskål (Myriosclerotinia caricis-ampullaceae) är en svampart som tillhör divisionen sporsäcksvampar, och som först beskrevs av Nyberg, och fick sitt nu gällande namn av Niels Fabritius Buchwald. Stor starrskål ingår i släktet Myriosclerotinia, och familjen Sclerotiniaceae. Arten är reproducerande i Sverige.